# Дибровка (Золотоношский район)
Дибровка (укр. Дібрівка) — посёлок в Золотоношском районе Черкасской области Украины.
Население по переписи 2001 года составляло 243 человека. Почтовый индекс — 19736. Телефонный код — 4737.
В посёлке родился Герой Советского Союза Василий Рыбалко.

## Местный совет
19734, Черкасская обл., Золотоношский р-н, с. Новая Дмитровка